# 구마모토현 제2구
구마모토현 제2구(熊本県 第2区)는 일본의 중의원 선거구이다. 1994년 공직선거법으로 신설되었다.

## 지역
- 구마모토시
  - 니시구
  - 미나미구
- 아라오시
- 다마나시
- 다마나군